# 2920 Automedon
2920 Automedon è un asteroide troiano di Giove del campo greco del diametro medio di circa 111,01 km. Scoperto nel 1981, presenta un'orbita caratterizzata da un semiasse maggiore pari a 5,1081070 UA e da un'eccentricità di 0,0260507, inclinata di 21,12200° rispetto all'eclittica.
L'asteroide è dedicato ad Automedonte, auriga di Achille.